# Partid etnic
Un partid etnic este un tip de partid politic care se prezintă ca fiind reprezentantul unuia sau mai multe grupuri etnice.